# Ivan Zjatyk
Blahoslavený Ivan Zjatyk (ukrajinsky Зятик Іван; 26. prosince 1899, Odrzechowa, Halič, dnes Polsko – 17. května 1952, Bratsk, SSSR) byl řeckokatolický kněz, řeholník kongregace redemptoristů, zemřel jako mučedník.

## Život
Narodil se roku 1899 v obci Odrzechowa u města Sanok. Po gymnáziu v Sanoku studoval v kněžském semináři v Přemyšlu. Na kněze byl vysvěcen roku 1923 a působil dva roky jako farář. V letech 1925–1935 konal funkci prefekta semináře v Přemyšlu. V roce 1935 vstoupil do kongregace redemptoristů.
Jeho působišti byly Stanislavov, Lvov, dále působil v Holosku a ve Zbojičkách. Všude tam byl oblíben jako zpovědník a kazatel.

## Perzekuce
S příchodem komunistů nastaly problémy. V klášteře v Holosku, který byl určen maximálně pro 15 řeholníků, jich bylo nuceno bydlet 58. Otec Ivan se stal nástupcem viceprovinciála, který byl jako původem Belgičan vyhoštěn. O. Ivan byl také jmenován generálním vikářem řeckokatolické církve na Ukrajině.
V roce 1948 byl otec Ivan spolu se třiceti spolubratry převezen do kláštera studitů v Uněvě. Tam byl pod stálým dohledem KGB. V roce 1950 byl zatčen.

## Proces

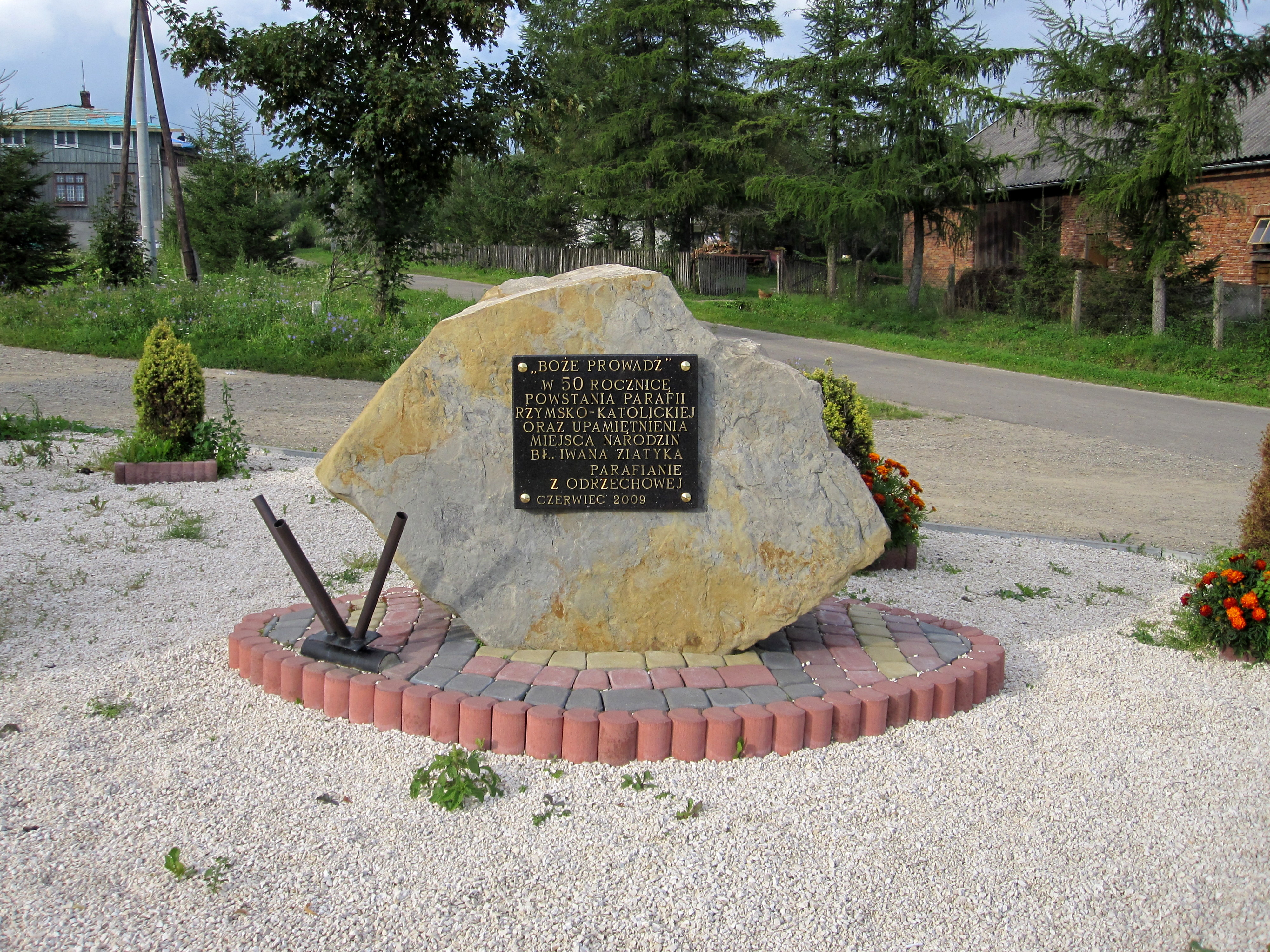
Pamětní deska v Odrzechowé

V únoru 1950 se konal vykonstruovaný proces s o. Ivanem. Mimochodem byl viněn za shromažďování protisovětské literatury (toto obvinění bylo směšné, protože „protisovětskou literaturou“ měly být knihy Malá příručka Bratrstva Panny Marie Ustavičné pomoci, Ježíši, miluji Tě a další náboženská, nikterak protistátní literatura). Během vyšetřování musel protrpět mnoho brutálních výslechů, které podle svědectví začínaly po 22. hodině a končily v 6 hodin ráno. V listopadu 1951 byl o. Zjatyk převezen do věznice KGB do Kyjeva, odsouzen na 10 let vězení.

## Smrt
Ve věznici v městě Bratsk v Irkutské oblasti nalezl otec Ivan smrt. Na Velký pátek 1952 byl brutálně bit, poléván ledovou vodou a znovu bit. Na následky tohoto zacházení zemřel 17. května 1952, tedy o 3 dny později.

## Beatifikace
Blahořečení o. Ivana Zjatyka proběhlo ve Lvově v roce 2001. Spolu s ním byl beatifikován o. Zynovij Kovalyk a další mučedníci.